# Kaarßen
 (février 2022).
Kaarssen est un quartier de la commune allemande d'Amt Neuhaus, appartenant à l'arrondissement de Lunebourg, dans le Land de Basse-Saxe.

## Histoire
De 1945 à 1990, Kaarßen est une commune indépendante de la zone d'occupation soviétique en Allemagne et de la République démocratique allemande. En 1946, elle compte 2 189 habitants.
Le 1er juillet 1950, les communes auparavant indépendantes de Bitter, Herrenhof, Laave, Privelack, Rassau et Stixe sont agglomérées à Kaarßen.
De 1990 au 29 juin 1993, Kaarßen appartient au Land de Mecklembourg-Poméranie-Occidentale et est transféré au Land de Basse-Saxe le 30 juin 1990 au moyen d'un traité d'État. Le 1er octobre 1993, Kaarßen, Dellien, Haar, Neuhaus, Stapel, Sumte und Tripkau fusionnent pour former la municipalité d'Amt Neuhaus. En 2013, un important remembrement foncier est achevé.

## Monument
L'église Sainte-Marie de la paroisse évangélique luthérienne, construite en 1842, possède un orgue pneumatique construit en 1910 par la société Furtwängler und Hammer à Hanovre.

## Source, notes et références
- (de) Cet article est partiellement ou en totalité issu de l’article de Wikipédia en allemand intitulé « Kaarßen » (voir la liste des auteurs).

1. ↑  (de) Iris Leithold, « Wie aus 6100 Mecklenburgern Niedersachsen wurden », sur Schweriner Volkszeitung, 2018 (consulté le 18 février 2022)